# Llista de topònims de Caldes de Malavella
Llista de topònims (noms propis de lloc) del municipi de Caldes de Malavella, a la Selva
Informació actualitzada per un bot. Els canvis manuals es perdran quan s'actualitzi!

## casa
| imatge | Nom                                        | Ubicat a            | instància de | Detalls                                                                        | coordenades | Protecció                                  | Commons (més fotos)                                              | Dades a WD                    |
| ------ | ------------------------------------------ | ------------------- | ------------ | ------------------------------------------------------------------------------ | --- | ------------------------------------------ | ---------------------------------------------------------------- | ----------------------------- |
|        | Ca la Romana                               | Caldes de Malavella | casa         | 20th century                                                                   | 41° 50′ 19″ N, 2° 48′ 30″ E / 41.838607°N,2.808249°E ca:C. Sant Grau, 27 - pl. de l'Ermita 98 msnm                   | bé cultural d'interès local                | Ca la Romana                                                     | Modifica les dades a Wikidata |
|        | Cal Ferrer                                 | Caldes de Malavella | casa         | Estil: arquitectura popular                                                    | 41° 50′ 20″ N, 2° 48′ 34″ E / 41.839°N,2.80945°E ca:Plaça de l'Ajuntament, 20                                        | bé integrant del patrimoni cultural català | Cal Ferrer (Caldes de Malavella)                                 | Modifica les dades a Wikidata |
|        | Cal Pebrot                                 | Caldes de Malavella | casa         | Estil: arquitectura popular                                                    | 41° 50′ 18″ N, 2° 48′ 33″ E / 41.8384°N,2.80927°E ca:Plaça de Sant Grau, 5 96 msnm                                   | bé integrant del patrimoni cultural català | Cal Pebrot                                                       | Modifica les dades a Wikidata |
|        | Cal Senyor Paredes                         | Caldes de Malavella | casa         | Estil: arquitectura modernista                                                 | 41° 50′ 09″ N, 2° 48′ 35″ E / 41.8359°N,2.80975°E ca:Carrer de Mossèn Cinto Verdaguer, 1                             | bé integrant del patrimoni cultural català | Cal Senyor Paredes (Caldes de Malavella)                         | Modifica les dades a Wikidata |
|        | Can Manegat                                | Caldes de Malavella | casa         | Estil: historicisme arquitectònic neomudèjar                                   | 41° 50′ 18″ N, 2° 48′ 33″ E / 41.8383°N,2.80918°E ca:Carrer Termes Romanes, 16                                       | bé integrant del patrimoni cultural català | Can Manegat (Caldes de Malavella)                                | Modifica les dades a Wikidata |
|        | Can Trellas                                | Caldes de Malavella | casa         | Estil: gòtic flamíger                                                          | 41° 50′ 18″ N, 2° 48′ 29″ E / 41.83836°N,2.80797°E                                                                   | bé integrant del patrimoni cultural català | Can Trellas (Caldes de Malavella)                                | Modifica les dades a Wikidata |
|        | Casa Bell-Estar                            | Caldes de Malavella | casa         | Estil: arquitectura modernista                                                 | 41° 50′ 06″ N, 2° 48′ 36″ E / 41.8351°N,2.80993°E ca:Rambla Recolons, 54                                             | bé integrant del patrimoni cultural català | Casa Bell-Estar (Caldes de Malavella)                            | Modifica les dades a Wikidata |
|        | Casa Bonanova                              | Caldes de Malavella | casa         | Estil: arquitectura eclèctica                                                  | 41° 50′ 16″ N, 2° 48′ 29″ E / 41.8378°N,2.80812°E ca:Carrer Pla i Deniel, 17                                         | bé integrant del patrimoni cultural català | Casa Bonanova (Caldes de Malavella)                              | Modifica les dades a Wikidata |
|        | Casa Josep Soler                           | Caldes de Malavella | casa         |                                                                                | 41° 50′ 11″ N, 2° 48′ 36″ E / 41.83627°N,2.80989°E                                                                   | bé cultural d'interès local                |                                                                  | Modifica les dades a Wikidata |
|        | Casa Mas Ros                               | Caldes de Malavella | casa         | Estil: arquitectura modernista                                                 | 41° 50′ 12″ N, 2° 48′ 36″ E / 41.8367°N,2.80989°E ca:Rambla Recolons, 1                                              | bé integrant del patrimoni cultural català | Casa Mas Ros (Caldes de Malavella)                               | Modifica les dades a Wikidata |
|        | Casa Matheu                                | Caldes de Malavella | casa         | Estil: arquitectura modernista                                                 | 41° 50′ 14″ N, 2° 48′ 27″ E / 41.8372°N,2.80761°E ca:Avinguda Dr. Furest, 8                                          | bé integrant del patrimoni cultural català | Casa Matheu (Caldes de Malavella)                                | Modifica les dades a Wikidata |
|        | Casa Pla i Deniel                          | Caldes de Malavella | casa         | Estil: arquitectura eclèctica                                                  | 41° 50′ 13″ N, 2° 48′ 28″ E / 41.837°N,2.80769°E ca:Plaça de Sant Esteve, 15 91 msnm                                 | bé integrant del patrimoni cultural català | Casa Pla i Deniel                                                | Modifica les dades a Wikidata |
|        | Casa Quintana                              | Caldes de Malavella | casa         | Estil: arquitectura modernista arquitectura eclèctica 1921                     | 41° 50′ 12″ N, 2° 48′ 31″ E / 41.8367°N,2.8085°E ca:Carrer Prim, 2                                                   | bé integrant del patrimoni cultural català | Casa Quintana (Caldes de Malavella)                              | Modifica les dades a Wikidata |
|        | Casa Rosa                                  | Caldes de Malavella | casa         | Estil: arquitectura modernista                                                 | 41° 50′ 18″ N, 2° 48′ 31″ E / 41.8384°N,2.80871°E ca:carrer de Sant Grau, 19                                         | bé integrant del patrimoni cultural català | Casa Rosa (Caldes de Malavella)                                  | Modifica les dades a Wikidata |
|        | Casa Sala                                  | Caldes de Malavella | casa         | Estil: arquitectura modernista arquitectura eclèctica                          | 41° 50′ 07″ N, 2° 48′ 42″ E / 41.8354°N,2.81156°E ca:Rambla Rufí                                                     | bé integrant del patrimoni cultural català | Casa Sala (Caldes de Malavella)                                  | Modifica les dades a Wikidata |
|        | Casa a la rambla Recolons, 15              | Caldes de Malavella | casa edifici | Estil: arquitectura eclèctica                                                  | 41° 50′ 12″ N, 2° 48′ 36″ E / 41.8366°N,2.80989°E ca:Rambla Recolons, 15                                             | bé cultural d'interès local                | Casa a la rambla Recolons, 15                                    | Modifica les dades a Wikidata |
|        | Casa d'Angela Melichis                     | Caldes de Malavella | casa         | Estil: arquitectura eclèctica                                                  | 41° 50′ 09″ N, 2° 48′ 32″ E / 41.8357°N,2.80894°E ca:Carrer del Mestre Mas i Ros, 24 91 msnm                         | bé integrant del patrimoni cultural català | Casa d'Angela Melichis                                           | Modifica les dades a Wikidata |
|        | Casa d'Enriqueta Vilagran                  | Caldes de Malavella | casa         |                                                                                | 41° 50′ 12″ N, 2° 48′ 34″ E / 41.83671°N,2.80954°E                                                                   | bé cultural d'interès local                |                                                                  | Modifica les dades a Wikidata |
|        | Casa de Joan Camps                         | Caldes de Malavella | casa         |                                                                                | 41° 50′ 10″ N, 2° 48′ 28″ E / 41.83622°N,2.80769°E                                                                   | bé cultural d'interès local                |                                                                  | Modifica les dades a Wikidata |
|        | Casa-jardí Pla i Deniel                    | Caldes de Malavella | casa         | Estil: arquitectura modernista                                                 | 41° 50′ 12″ N, 2° 48′ 26″ E / 41.8368°N,2.80727°E ca:Carrer Mare de Déu del Carme, 14 90 msnm                        | bé integrant del patrimoni cultural català | Casa-jardí Pla i Deniel                                          | Modifica les dades a Wikidata |
|        | Colònia Rodríguez                          | Caldes de Malavella | casa         | Estil: arquitectura popular                                                    | 41° 50′ 10″ N, 2° 48′ 36″ E / 41.836041°N,2.810064°E ca:Rambla de Recolons, 37 94 msnm                               | bé integrant del patrimoni cultural català | Colònia Rodríguez                                                | Modifica les dades a Wikidata |
|        | Edifici medieval de Caldes de Malavella    | Caldes de Malavella | casa         | Estil: arquitectura popular                                                    | 41° 50′ 18″ N, 2° 48′ 36″ E / 41.8383°N,2.81004°E ca:Carrer de la Plaça dels Polls, 1 - carrer dels Polls, 5 85 msnm | bé integrant del patrimoni cultural català | Edifici medieval de Caldes de Malavella                          | Modifica les dades a Wikidata |
|        | Torre de les Punxes                        | Caldes de Malavella | casa         | Estil: modernisme català 20th century                                          | 41° 50′ 14″ N, 2° 48′ 26″ E / 41.83733°N,2.80713°E ca:Av. Dr. Furest, 14 91 msnm                                     | bé cultural d'interès local                | Torre de les Punxes (Caldes de Malavella)                        | Modifica les dades a Wikidata |
|        | Torre dels Ocells                          | Caldes de Malavella | casa         | Arquitecte: Joan Bordàs i Salellas Estil: arquitectura modernista academicisme | 41° 50′ 14″ N, 2° 48′ 26″ E / 41.8373°N,2.80734°E ca:Avinguda Dr. Furest i Roca, 14 91 msnm                          | bé integrant del patrimoni cultural català | Torre dels Ocells                                                | Modifica les dades a Wikidata |
|        | Torre número 1                             | Caldes de Malavella | casa         | Estil: noucentisme                                                             | 41° 50′ 06″ N, 2° 48′ 24″ E / 41.835°N,2.80659°E ca:Passeig de la Granja, 1 95 msnm                                  | bé integrant del patrimoni cultural català | Torre número 1                                                   | Modifica les dades a Wikidata |
|        | Torre número 5                             | Caldes de Malavella | casa         | Estil: historicisme arquitectònic                                              | 41° 50′ 04″ N, 2° 48′ 22″ E / 41.8344°N,2.8061°E                                                                     | bé integrant del patrimoni cultural català | Torre número 5 (Caldes de Malavella)                             | Modifica les dades a Wikidata |
|        | Villa Rosario                              | Caldes de Malavella | casa         | Estil: historicisme arquitectònic                                              | 41° 50′ 04″ N, 2° 48′ 38″ E / 41.8344°N,2.81066°E ca:Rambla d'en Rufí, 12                                            | bé integrant del patrimoni cultural català | Vil·la Rosàrio (Caldes de Malavella)                             | Modifica les dades a Wikidata |
|        | Villa Teresita                             | Caldes de Malavella | casa         |                                                                                | 41° 50′ 11″ N, 2° 48′ 32″ E / 41.8363°N,2.80897°E                                                                    | bé cultural d'interès local                |                                                                  | Modifica les dades a Wikidata |
|        | Vil·la Catalina                            | Caldes de Malavella | casa         | Estil: arquitectura modernista noucentisme 1925                                | 41° 50′ 03″ N, 2° 48′ 25″ E / 41.8343°N,2.80682°E ca:Passeig de la Granja                                            | bé integrant del patrimoni cultural català | Vil·la Catalina (Caldes de Malavella)                            | Modifica les dades a Wikidata |
|        | Xalet al carrer Sant Antoni, 11            | Caldes de Malavella | casa         | Estil: arquitectura modernista                                                 | 41° 50′ 11″ N, 2° 48′ 33″ E / 41.8363°N,2.80921°E ca:Carrer Sant Antoni, 11                                          | bé integrant del patrimoni cultural català | Xalet al carrer Sant Antoni, 11                                  | Modifica les dades a Wikidata |
|        | Xalet al carrer Sant Esteve, 18            | Caldes de Malavella | casa         | Estil: arquitectura eclèctica                                                  | 41° 50′ 07″ N, 2° 48′ 25″ E / 41.8352°N,2.80694°E                                                                    | bé integrant del patrimoni cultural català | Xalet al carrer Sant Esteve, 18 (Caldes de Malavella)            | Modifica les dades a Wikidata |
|        | Xalet al carrer Sant Esteve, 2             | Caldes de Malavella | casa         | Estil: noucentisme                                                             | 41° 50′ 07″ N, 2° 48′ 24″ E / 41.835352°N,2.806772°E ca:Carrer Sant Esteve, 16 92 msnm                               | bé integrant del patrimoni cultural català | Xalet al carrer Sant Esteve, 2                                   | Modifica les dades a Wikidata |
|        | Xalet d'Anna Vela                          | Caldes de Malavella | casa         | Estil: arquitectura eclèctica                                                  | 41° 50′ 18″ N, 2° 48′ 13″ E / 41.8384°N,2.80362°E                                                                    | bé integrant del patrimoni cultural català | Xalet d'Anna Vela                                                | Modifica les dades a Wikidata |
|        | Xalets d'en Vilar                          | Caldes de Malavella | casa         | Estil: arquitectura eclèctica                                                  | 41° 50′ 09″ N, 2° 48′ 34″ E / 41.8358°N,2.8095°E ca:Carrer Mossèn Cinto Verdaguer, 7 i 9                             | bé integrant del patrimoni cultural català | Petits xalets d'estiueig (Caldes de Malavella)                   | Modifica les dades a Wikidata |
|        | casa al carrer Mas Ros, 6                  | Caldes de Malavella | casa         | Estil: arquitectura eclèctica                                                  | 41° 50′ 10″ N, 2° 48′ 31″ E / 41.8362°N,2.80856°E                                                                    | bé integrant del patrimoni cultural català | Casa al carrer Mas Ros, 6                                        | Modifica les dades a Wikidata |
|        | casa al carrer Pla i Deniel, 15            | Caldes de Malavella | casa         | Estil: arquitectura modernista                                                 | 41° 50′ 16″ N, 2° 48′ 29″ E / 41.8378°N,2.80815°E ca:Carrer Pla i Deniel, 15                                         | bé integrant del patrimoni cultural català | Casa al carrer Pla i Deniel, 15                                  | Modifica les dades a Wikidata |
|        | casa al carrer Plaça Petita, 5             | Caldes de Malavella | casa         | Estil: arquitectura popular                                                    | 41° 50′ 18″ N, 2° 48′ 36″ E / 41.8384°N,2.80989°E                                                                    | bé cultural d'interès local                |                                                                  | Modifica les dades a Wikidata |
|        | casa al carrer Sant Antoni, 15             | Caldes de Malavella | casa         | Estil: arquitectura modernista 19th century                                    | 41° 50′ 11″ N, 2° 48′ 32″ E / 41.836253°N,2.808932°E ca:C. Sant Antoni, 11 bis                                       | bé integrant del patrimoni cultural català | Casa al carrer Sant Antoni, 15 (Caldes de Malavella)             | Modifica les dades a Wikidata |
|        | edifici a l'avinguda Doctor Furest, 16     | Caldes de Malavella | casa         |                                                                                | 41° 50′ 14″ N, 2° 48′ 25″ E / 41.83736°N,2.80705°E                                                                   | bé cultural d'interès local                |                                                                  | Modifica les dades a Wikidata |
|        | edifici a l'avinguda Doctor Furest, 2      | Caldes de Malavella | casa         |                                                                                | 41° 50′ 14″ N, 2° 48′ 28″ E / 41.83718°N,2.80776°E                                                                   | bé cultural d'interès local                |                                                                  | Modifica les dades a Wikidata |
|        | edifici a l'avinguda Sant Maurici, 10      | Caldes de Malavella | casa         |                                                                                | 41° 50′ 10″ N, 2° 48′ 28″ E / 41.83614°N,2.80791°E                                                                   | bé cultural d'interès local                |                                                                  | Modifica les dades a Wikidata |
|        | edifici a l'avinguda del Doctor Furest, 63 | Caldes de Malavella | casa         | Arquitecte: Emili Blanch i Roig                                                | 41° 50′ 15″ N, 2° 48′ 19″ E / 41.837626°N,2.805205°E 90 msnm                                                         | bé cultural d'interès local                | Edifici a l'avinguda del Doctor Furest, 63 (Caldes de Malavella) | Modifica les dades a Wikidata |
|        | edifici a la plaça Petita, 13              | Caldes de Malavella | casa         |                                                                                | 41° 50′ 18″ N, 2° 48′ 37″ E / 41.83839°N,2.81017°E                                                                   | bé cultural d'interès local                |                                                                  | Modifica les dades a Wikidata |
|        | edifici a la plaça Polls, 7                | Caldes de Malavella | casa         |                                                                                | 41° 50′ 17″ N, 2° 48′ 36″ E / 41.83813°N,2.81007°E                                                                   | bé cultural d'interès local                |                                                                  | Modifica les dades a Wikidata |
|        | edifici al carrer Cruïlles, 10             | Caldes de Malavella | casa         |                                                                                | 41° 50′ 19″ N, 2° 48′ 33″ E / 41.83865°N,2.80916°E                                                                   | bé cultural d'interès local                |                                                                  | Modifica les dades a Wikidata |
|        | edifici al carrer Jacint Verdaguer, 6      | Caldes de Malavella | casa         | Estil: arquitectura popular                                                    | 41° 50′ 10″ N, 2° 48′ 34″ E / 41.83602°N,2.80951°E                                                                   | bé cultural d'interès local                |                                                                  | Modifica les dades a Wikidata |
|        | edifici al carrer Major, 17                | Caldes de Malavella | casa         | Estil: arquitectura popular                                                    | 41° 50′ 16″ N, 2° 48′ 36″ E / 41.83791°N,2.80988°E                                                                   | bé cultural d'interès local                |                                                                  | Modifica les dades a Wikidata |
|        | edifici al carrer Major, 2                 | Caldes de Malavella | casa         | Estil: arquitectura popular 18th century                                       | 41° 50′ 18″ N, 2° 48′ 35″ E / 41.83836°N,2.80967°E ca:C. Major, 2 95 msnm                                            | bé cultural d'interès local                | Edifici al carrer Major, 2 (Caldes de Malavella)                 | Modifica les dades a Wikidata |
|        | edifici al carrer Major, 24-26             | Caldes de Malavella | casa         | Estil: arquitectura popular                                                    | 41° 50′ 16″ N, 2° 48′ 36″ E / 41.83765°N,2.80992°E                                                                   | bé cultural d'interès local                |                                                                  | Modifica les dades a Wikidata |
|        | edifici al carrer Major, 28                | Caldes de Malavella | casa         |                                                                                | 41° 50′ 15″ N, 2° 48′ 36″ E / 41.83755°N,2.80991°E                                                                   | bé cultural d'interès local                |                                                                  | Modifica les dades a Wikidata |
|        | edifici al carrer Major, 32                | Caldes de Malavella | casa         |                                                                                | 41° 50′ 15″ N, 2° 48′ 36″ E / 41.83743°N,2.80988°E                                                                   | bé cultural d'interès local                |                                                                  | Modifica les dades a Wikidata |
|        | edifici al carrer Major, 39                | Caldes de Malavella | casa         |                                                                                | 41° 50′ 14″ N, 2° 48′ 35″ E / 41.83722°N,2.8098°E                                                                    | bé cultural d'interès local                |                                                                  | Modifica les dades a Wikidata |
|        | edifici al carrer Mas Ros, 17              | Caldes de Malavella | casa         |                                                                                | 41° 50′ 10″ N, 2° 48′ 32″ E / 41.83598°N,2.80891°E                                                                   | bé cultural d'interès local                |                                                                  | Modifica les dades a Wikidata |
|        | edifici al carrer Plaça Petita, 11         | Caldes de Malavella | casa         |                                                                                | 41° 50′ 18″ N, 2° 48′ 36″ E / 41.83838°N,2.8101°E ca:Plaça Petita, 11                                                | bé cultural d'interès local                |                                                                  | Modifica les dades a Wikidata |
|        | edifici al carrer Plaça Petita, 2          | Caldes de Malavella | casa         |                                                                                | 41° 50′ 18″ N, 2° 48′ 35″ E / 41.83837°N,2.80974°E                                                                   | bé cultural d'interès local                |                                                                  | Modifica les dades a Wikidata |
|        | edifici al carrer Polls, 13                | Caldes de Malavella | casa         |                                                                                | 41° 50′ 18″ N, 2° 48′ 37″ E / 41.83836°N,2.81022°E                                                                   | bé cultural d'interès local                |                                                                  | Modifica les dades a Wikidata |
|        | edifici al carrer Polls, 9                 | Caldes de Malavella | casa         |                                                                                | 41° 50′ 18″ N, 2° 48′ 37″ E / 41.83821°N,2.81027°E                                                                   | bé cultural d'interès local                |                                                                  | Modifica les dades a Wikidata |
|        | edifici al carrer Sant Esteve, 20          | Caldes de Malavella | casa         |                                                                                | 41° 50′ 07″ N, 2° 48′ 25″ E / 41.83527°N,2.80703°E                                                                   | bé cultural d'interès local                |                                                                  | Modifica les dades a Wikidata |
|        | edifici al carrer Santa Maria, 22          | Caldes de Malavella | casa         |                                                                                | 41° 50′ 12″ N, 2° 48′ 32″ E / 41.83677°N,2.8088°E                                                                    | bé cultural d'interès local                |                                                                  | Modifica les dades a Wikidata |
|        | edifici al carrer Santa Maria, 4           | Caldes de Malavella | casa         |                                                                                | 41° 50′ 13″ N, 2° 48′ 34″ E / 41.83698°N,2.80947°E                                                                   | bé cultural d'interès local                |                                                                  | Modifica les dades a Wikidata |
|        | edifici al carrer de la Plaça Petita, 15   | Caldes de Malavella | casa         |                                                                                | 41° 50′ 18″ N, 2° 48′ 37″ E / 41.83843°N,2.81023°E                                                                   | bé cultural d'interès local                |                                                                  | Modifica les dades a Wikidata |
|        | habitatge a la plaça dels Polls, 8         | Caldes de Malavella | casa         | Estil: arquitectura eclèctica 19th century                                     | 41° 50′ 16″ N, 2° 48′ 36″ E / 41.8379°N,2.81009°E ca:Pl. dels Polls, 8 68 msnm                                       | bé integrant del patrimoni cultural català | Habitatge a la plaça dels Polls, 8 (Caldes de Malavella)         | Modifica les dades a Wikidata |
|        | habitatge a la rambla Recolons, 24         | Caldes de Malavella | casa         | Estil: arquitectura modernista arquitectura eclèctica                          | 41° 50′ 10″ N, 2° 48′ 35″ E / 41.836°N,2.80979°E ca:Rambla Recolons, 24                                              | bé integrant del patrimoni cultural català | Habitatge a la rambla Recolons, 24                               | Modifica les dades a Wikidata |
|        | habitatge al carrer Major, 25              | Caldes de Malavella | casa         | Estil: arquitectura modernista                                                 | 41° 50′ 15″ N, 2° 48′ 36″ E / 41.8376°N,2.81008°E ca:Carrer Major, 25                                                | bé integrant del patrimoni cultural català | Habitatge al carrer Major 25                                     | Modifica les dades a Wikidata |
|        | habitatge al carrer Pla i Deniel, 16       | Caldes de Malavella | casa         | Estil: arquitectura eclèctica                                                  | 41° 50′ 16″ N, 2° 48′ 30″ E / 41.8378°N,2.8083°E ca:Carrer Pla i Deniel, 16                                          | bé integrant del patrimoni cultural català | Habitatge al carrer Pla i Deniel, 16                             | Modifica les dades a Wikidata |
|        | habitatge al carrer dels Polls, 22         | Caldes de Malavella | casa         | Estil: arquitectura popular                                                    | 41° 50′ 18″ N, 2° 48′ 37″ E / 41.8383°N,2.81036°E ca:Carrer Polls, 22                                                | bé integrant del patrimoni cultural català | Habitatge al carrer dels Polls, 22                               | Modifica les dades a Wikidata |

## edifici
| imatge | Nom                                              | Ubicat a            | instància de | Detalls | coordenades                                                                                           | Protecció                                            | Commons (més fotos)                             | Dades a WD                    |
| ------ | ------------------------------------------------ | ------------------- | ------------ | --- | --- | ---------------------------------------------------- | ----------------------------------------------- | ----------------------------- |
|        | Antics xalets de la rambla Recolons, 23-25       | Caldes de Malavella | edifici      | Estil: noucentisme | 41° 50′ 11″ N, 2° 48′ 36″ E / 41.8363°N,2.80995°E                                                     | bé integrant del patrimoni cultural català           | Antics xalets de la rambla Recolons, 23-25      | Modifica les dades a Wikidata |
|        | Balneari Prats                                   | Caldes de Malavella | edifici      | Estil: arquitectura modernista arquitectura eclèctica 1900 1912                                                                                       | 41° 50′ 15″ N, 2° 48′ 31″ E / 41.8374°N,2.80857°E ca:Plaça Sant Esteve, 7                             | bé integrant del patrimoni cultural català           | Balneari Prats (Caldes de Malavella)            | Modifica les dades a Wikidata |
|        | Balneari Soler                                   | Caldes de Malavella | edifici      | Estil: arquitectura popular Estat: enderrocat o destruït                                                                                              | | bé integrant del patrimoni cultural català           |                                                 | Modifica les dades a Wikidata |
|        | Balneari Vichy Catalán                           | Caldes de Malavella | edifici      | Arquitecte: Gaietà Buïgas i Monravà Manuel Almeda i Esteva Estil: arquitectura modernista historicisme arquitectònic arquitectura futurista 1898 1904 | 41° 50′ 20″ N, 2° 48′ 16″ E / 41.8388°N,2.80452°E ca:Avinguda Doctor Furest i Roca, 32                | bé integrant del patrimoni cultural català           | Balneari Vichy Catalan                          | Modifica les dades a Wikidata |
|        | Caseta de pou                                    | Caldes de Malavella | edifici      | Estil: arquitectura modernista 1925 | 41° 50′ 03″ N, 2° 48′ 29″ E / 41.8342°N,2.80793°E Parc de la Font de la Vaca 98 msnm                  | bé integrant del patrimoni cultural català           | Caseta de pou (Caldes de Malavella)             | Modifica les dades a Wikidata |
|        | Casinet de la Font de la Vaca                    | Caldes de Malavella | edifici      | Estil: arquitectura modernista | 41° 50′ 03″ N, 2° 48′ 28″ E / 41.834301°N,2.807728°E Parc de la Font de la Vaca 96 msnm               | bé integrant del patrimoni cultural català           | Casinet de la Font de la Vaca                   | Modifica les dades a Wikidata |
|        | Castell de Malavella                             | Caldes de Malavella | edifici      | Estil: arquitectura popular | 41° 49′ 00″ N, 2° 48′ 00″ E / 41.816773°N,2.799942°E ca:Turó de Sant Maurici, al costat de l'ermita   | bé d'interès cultural bé cultural d'interès nacional | Castell de Malavella                            | Modifica les dades a Wikidata |
|        | Entrada a les termes d'Agua Imperial San Narciso | Caldes de Malavella | edifici      | | 41° 50′ 18″ N, 2° 48′ 29″ E / 41.83823°N,2.80811°E                                                    | bé cultural d'interès local                          |                                                 | Modifica les dades a Wikidata |
|        | Entrada al Parc de la Font de la Vaca            | Caldes de Malavella | edifici      | | 41° 50′ 03″ N, 2° 48′ 27″ E / 41.83415°N,2.80759°E font de la Vaca                                    | bé cultural d'interès local                          | Entrada al Parc de la Font de la Vaca           | Modifica les dades a Wikidata |
|        | Entrada als jardins d'Agua Imperial San Narciso  | Caldes de Malavella | edifici      | 20th century | 41° 50′ 18″ N, 2° 48′ 29″ E / 41.83837°N,2.80804°E ca:C. Pla Deniel, 23                               | bé cultural d'interès local                          | Entrada als jardins d'Agua Imperial San Narciso | Modifica les dades a Wikidata |
|        | Escorxador Municipal                             | Caldes de Malavella | edifici      | Estil: noucentisme 20th century | 41° 50′ 28″ N, 2° 47′ 55″ E / 41.840992°N,2.798478°E ca:Carrer de Ponent, Caldes de Malavella 88 msnm | bé integrant del patrimoni cultural català           | Escorxador Municipal (Caldes de Malavella)      | Modifica les dades a Wikidata |
|        | Garatge del Balneari Soler                       | Caldes de Malavella | edifici      | Estil: arquitectura eclèctica Estat: enderrocat o destruït                                                                                            | 41° 50′ 12″ N, 2° 48′ 36″ E / 41.8367°N,2.8101°E                                                      | bé integrant del patrimoni cultural català           |                                                 | Modifica les dades a Wikidata |
|        | Glorieta d'entrada a Agua Imperial San Narciso   | Caldes de Malavella | edifici      | Estil: noucentisme | 41° 50′ 19″ N, 2° 48′ 29″ E / 41.83848°N,2.80802°E ca:Carrer de Sant Grau                             | bé cultural d'interès local                          |                                                 | Modifica les dades a Wikidata |
|        | Glorieta de Sant Grau                            | Caldes de Malavella | edifici      | Estil: arquitectura eclèctica | 41° 50′ 18″ N, 2° 48′ 29″ E / 41.8384°N,2.80801°E                                                     | bé integrant del patrimoni cultural català           | Glorieta de Sant Grau (Caldes de Malavella)     | Modifica les dades a Wikidata |
|        | Molí de Vent                                     | Caldes de Malavella | edifici      | | 41° 50′ 14″ N, 2° 48′ 21″ E / 41.83714°N,2.80577°E                                                    | bé cultural d'interès local                          |                                                 | Modifica les dades a Wikidata |
|        | Pavelló-Saló de Te                               | Caldes de Malavella | edifici      | Estil: arquitectura eclèctica | 41° 50′ 14″ N, 2° 48′ 21″ E / 41.8373°N,2.80585°E                                                     | bé integrant del patrimoni cultural català           | Pavelló-Saló de Te (Caldes de Malavella)        | Modifica les dades a Wikidata |
|        | Teatre-Casino Municipal                          | Caldes de Malavella | edifici      | Estil: arquitectura eclèctica | 41° 50′ 09″ N, 2° 48′ 33″ E / 41.8357°N,2.80923°E ca:Carrer Jacint Verdaguer                          | bé integrant del patrimoni cultural català           | Teatre-Casino Municipal (Caldes de Malavella)   | Modifica les dades a Wikidata |
|        | cobert de la mina d'aigua                        | Caldes de Malavella | edifici      | Estil: arquitectura eclèctica | 41° 50′ 18″ N, 2° 48′ 30″ E / 41.8383°N,2.80821°E                                                     | bé integrant del patrimoni cultural català           | Cobert de la mina d'aigua (Caldes de Malavella) | Modifica les dades a Wikidata |

## entitat singular de població
| imatge | Nom                         | Ubicat a            | instància de                                                                   | Detalls  | coordenades                                                                  | Protecció | Commons (més fotos) | Dades a WD                    |
| ------ | --------------------------- | ------------------- | ------------------------------------------------------------------------------ | -------- | ---------------------------------------------------------------------------- | --------- | ------------------- | ----------------------------- |
|        | Aigües Bones                | Caldes de Malavella | entitat singular de població urbanització                                      | 1055 hab | 41° 50′ 10″ N, 2° 49′ 27″ E / 41.836143842095°N,2.8242421100886°E 120 msnm   |           |                     | Modifica les dades a Wikidata |
|        | Caldes de Malavella         | Caldes de Malavella | entitat singular de població ens local històric de Catalunya capital municipal | 3659 hab | 41° 50′ 12″ N, 2° 48′ 33″ E / 41.83670952°N,2.80903801°E 92 msnm             |           |                     | Modifica les dades a Wikidata |
|        | Can Carbonell               | Caldes de Malavella | entitat singular de població urbanització                                      | 514 hab  | 41° 48′ 23″ N, 2° 51′ 07″ E / 41.806460342066°N,2.852011111551°E 164 msnm    |           |                     | Modifica les dades a Wikidata |
|        | Can Solà Gros I             | Caldes de Malavella | entitat singular de població urbanització                                      | 376 hab  | 41° 51′ 18″ N, 2° 47′ 43″ E / 41.855010185812°N,2.7952769642901°E 109 msnm   |           |                     | Modifica les dades a Wikidata |
|        | Can Solà Gros II            | Caldes de Malavella | entitat singular de població urbanització                                      | 347 hab  | 41° 51′ 15″ N, 2° 48′ 31″ E / 41.85406843°N,2.808674483°E 119 msnm           |           |                     | Modifica les dades a Wikidata |
|        | Franciac                    | Caldes de Malavella | entitat singular de població ens local històric de Catalunya                   | 119 hab  | 41° 52′ 27″ N, 2° 47′ 08″ E / 41.87421°N,2.78565°E 125 msnm                  |           | Franciac (nucli)    | Modifica les dades a Wikidata |
|        | Malavella Parc              | Caldes de Malavella | entitat singular de població urbanització                                      | 275 hab  | 41° 49′ 15″ N, 2° 48′ 14″ E / 41.820799131089°N,2.803814584191°E 127 msnm    |           |                     | Modifica les dades a Wikidata |
|        | Santa Seclina               | Caldes de Malavella | entitat singular de població ens local històric de Catalunya                   | 65 hab   | 41° 47′ 44″ N, 2° 50′ 41″ E / 41.795642576654°N,2.8448142974922°E 160 msnm   |           |                     | Modifica les dades a Wikidata |
|        | Sector Residencial del Golf | Caldes de Malavella | entitat singular de població                                                   | 116 hab  | 41° 51′ 23″ N, 2° 45′ 52″ E / 41.85648723°N,2.764512352°E 128 msnm           |           |                     | Modifica les dades a Wikidata |
|        | Tourist Club                | Caldes de Malavella | entitat singular de població urbanització                                      | 222 hab  | 41° 50′ 39″ N, 2° 45′ 50″ E / 41.844141992867°N,2.7639939612006°E 113 msnm   |           |                     | Modifica les dades a Wikidata |
|        | Veïnat d'Israel             | Caldes de Malavella | entitat singular de població                                                   | 97 hab   | 41° 50′ 39″ N, 2° 48′ 13″ E / 41.844216789966°N,2.8037430622702°E 99 msnm    |           |                     | Modifica les dades a Wikidata |
|        | Veïnat de Baix              | Caldes de Malavella | entitat singular de població                                                   | 105 hab  | 41° 50′ 04″ N, 2° 47′ 59″ E / 41.8343326868833°N,2.79984850470348°E 94 msnm  |           |                     | Modifica les dades a Wikidata |
|        | Veïnat de Dalt              | Caldes de Malavella | entitat singular de població                                                   | 50 hab   | 41° 51′ 31″ N, 2° 48′ 13″ E / 41.858627609386°N,2.8036990066129°E 119 msnm   |           |                     | Modifica les dades a Wikidata |
|        | Veïnat de les Mateues       | Caldes de Malavella | entitat singular de població                                                   | 63 hab   | 41° 49′ 44″ N, 2° 48′ 22″ E / 41.828909343473°N,2.8061983031603°E 111 msnm   |           |                     | Modifica les dades a Wikidata |
|        | el Llac del Cigne           | Caldes de Malavella | entitat singular de població urbanització                                      | 1382 hab | 41° 50′ 19″ N, 2° 47′ 05″ E / 41.8386827802939°N,2.78476747655798°E 118 msnm |           |                     | Modifica les dades a Wikidata |

## església
| imatge | Nom                                | Ubicat a            | instància de                     | Detalls                                                            | coordenades | Protecció                                  | Commons (més fotos)                             | Dades a WD                    |
| ------ | ---------------------------------- | ------------------- | -------------------------------- | ------------------------------------------------------------------ | --- | ------------------------------------------ | ----------------------------------------------- | ----------------------------- |
|        | Sant Esteve de Caldes              | Caldes de Malavella | església                         | Estil: art romànic Anomenat per: Esteve màrtir                     | 41° 50′ 12″ N, 2° 48′ 32″ E / 41.83656°N,2.80887°E ca:Carrer de Santa Maria                                         | bé integrant del patrimoni cultural català | Saint Stephen Church, Caldes de Malavella       | Modifica les dades a Wikidata |
|        | Sant Esteve de Caulès              | Caldes de Malavella | església ermita poble necròpolis | Estil: art preromànic                                              | 41° 47′ 06″ N, 2° 51′ 00″ E / 41.785137°N,2.849945°E ca:Camí que surt de Santa Seclina                              | bé cultural d'interès local                | Església de Sant Esteve de Caulès               | Modifica les dades a Wikidata |
|        | Sant Grau                          | Caldes de Malavella | església ermita                  | Estil: arquitectura popular                                        | 41° 50′ 19″ N, 2° 48′ 29″ E / 41.83861111°N,2.80805556°E ca:Carrer de Sant Grau                                     | bé integrant del patrimoni cultural català | Sant Grau de Caldes de Malavella                | Modifica les dades a Wikidata |
|        | Sant Mateu de Franciac             | Caldes de Malavella | església                         |                                                                    | 41° 52′ 27″ N, 2° 47′ 08″ E / 41.8742°N,2.78565°E                                                                   | bé integrant del patrimoni cultural català | Sant Mateu de Franciac                          | Modifica les dades a Wikidata |
|        | Sant Maurici de Malavella          | Caldes de Malavella | església                         | Estil: arquitectura popular                                        | 41° 48′ 59″ N, 2° 48′ 01″ E / 41.8165°N,2.8003°E ca:Turó de Sant Maurici, accés des de la urbanització de la Granja | bé integrant del patrimoni cultural català | Sant Maurici de Caldes de Malavella             | Modifica les dades a Wikidata |
|        | Sant Sebastià de ca n'Aluart       | Caldes de Malavella | església capella                 |                                                                    | 41° 49′ 47″ N, 2° 46′ 41″ E / 41.8296360853189°N,2.77806594335733°E                                                 |                                            |                                                 | Modifica les dades a Wikidata |
|        | Santa Seclina                      | Caldes de Malavella | església                         | Estil: neoclassicisme                                              | 41° 47′ 54″ N, 2° 50′ 57″ E / 41.79833333333333°N,2.849166666666666°E                                               | bé integrant del patrimoni cultural català | Església de Santa Seclina (Caldes de Malavella) | Modifica les dades a Wikidata |
|        | capella del balneari Vichy Catalán | Caldes de Malavella | església capella                 | Arquitecte: Gaietà Buïgas i Monravà Estil: arquitectura modernista | 41° 50′ 21″ N, 2° 48′ 17″ E / 41.839153°N,2.804791°E ca:Avinguda Doctor Furest i Roca, 32                           |                                            |                                                 | Modifica les dades a Wikidata |

## font
| imatge | Nom                 | Ubicat a            | instància de | Detalls                        | coordenades                                                                    | Protecció                                  | Commons (més fotos)                       | Dades a WD                    |
| ------ | ------------------- | ------------------- | ------------ | ------------------------------ | ------------------------------------------------------------------------------ | ------------------------------------------ | ----------------------------------------- | ----------------------------- |
|        | font de Sant Narcís | Caldes de Malavella | font         |                                | 41° 50′ 17″ N, 2° 48′ 32″ E / 41.83814°N,2.80876°E                             | bé cultural d'interès local                |                                           | Modifica les dades a Wikidata |
|        | font de la Mina     | Caldes de Malavella | font         | Estil: arquitectura popular    | 41° 50′ 18″ N, 2° 48′ 39″ E / 41.8383°N,2.8109°E                               | bé integrant del patrimoni cultural català | Font de la Mina (Caldes de Malavella)     | Modifica les dades a Wikidata |
|        | font de la Vaca     | Caldes de Malavella | font         | Estil: arquitectura modernista | 41° 50′ 03″ N, 2° 48′ 29″ E / 41.8342°N,2.8081°E                               | bé integrant del patrimoni cultural català | Font de la Vaca (Caldes de Malavella)     | Modifica les dades a Wikidata |
|        | font dels Bullidors | Caldes de Malavella | font         |                                | 41° 50′ 18″ N, 2° 48′ 31″ E / 41.83835°N,2.80871°E ca:Carrer Sant Grau 97 msnm | bé cultural d'interès local                | Font dels Bullidors (Caldes de Malavella) | Modifica les dades a Wikidata |

## masia
| imatge | Nom                        | Ubicat a            | instància de | Detalls                                                                                   | coordenades | Protecció                                  | Commons (més fotos)                   | Dades a WD                    |
| ------ | -------------------------- | ------------------- | ------------ | ----------------------------------------------------------------------------------------- | --- | ------------------------------------------ | ------------------------------------- | ----------------------------- |
|        | Benaula                    | Caldes de Malavella | masia        |                                                                                           | 41° 51′ 55″ N, 2° 48′ 37″ E / 41.8653249202097°N,2.81016250539674°E                                                 |                                            |                                       | Modifica les dades a Wikidata |
|        | Ca l'Adjutori              | Caldes de Malavella | masia        |                                                                                           | 41° 49′ 29″ N, 2° 45′ 54″ E / 41.8248185931777°N,2.76508954013175°E                                                 |                                            |                                       | Modifica les dades a Wikidata |
|        | Ca l'Adroer                | Caldes de Malavella | masia        |                                                                                           | 41° 48′ 47″ N, 2° 52′ 07″ E / 41.81310278°N,2.86858222°E 144 msnm                                                   |                                            |                                       | Modifica les dades a Wikidata |
|        | Ca l'Aiats                 | Caldes de Malavella | masia        |                                                                                           | 41° 49′ 48″ N, 2° 48′ 20″ E / 41.830019230669°N,2.80559427671255°E                                                  |                                            |                                       | Modifica les dades a Wikidata |
|        | Ca l'Albertí               | Caldes de Malavella | masia        |                                                                                           | 41° 48′ 31″ N, 2° 47′ 36″ E / 41.8086783596966°N,2.79331912015604°E                                                 |                                            |                                       | Modifica les dades a Wikidata |
|        | Ca l'Amargant              | Caldes de Malavella | masia        |                                                                                           | 41° 48′ 59″ N, 2° 48′ 54″ E / 41.8163°N,2.81494°E 155 msnm                                                          |                                            |                                       | Modifica les dades a Wikidata |
|        | Ca l'Angelats              | Caldes de Malavella | masia        |                                                                                           | 41° 49′ 45″ N, 2° 48′ 47″ E / 41.8291400798502°N,2.81314761933156°E                                                 |                                            |                                       | Modifica les dades a Wikidata |
|        | Ca l'Artau                 | Caldes de Malavella | masia        |                                                                                           | 41° 50′ 22″ N, 2° 49′ 50″ E / 41.8393630623378°N,2.83065463718241°E                                                 |                                            |                                       | Modifica les dades a Wikidata |
|        | Ca l'Esquerrà              | Caldes de Malavella | masia        |                                                                                           | 41° 50′ 30″ N, 2° 47′ 27″ E / 41.8418°N,2.79072°E 101 msnm                                                          |                                            |                                       | Modifica les dades a Wikidata |
|        | Ca l'Estruc                | Caldes de Malavella | masia        |                                                                                           | 41° 50′ 57″ N, 2° 49′ 44″ E / 41.8492320065852°N,2.82888189459182°E                                                 |                                            |                                       | Modifica les dades a Wikidata |
|        | Ca l'Ogàs                  | Caldes de Malavella | masia        |                                                                                           | 41° 51′ 58″ N, 2° 46′ 10″ E / 41.8660248468911°N,2.76937296572391°E                                                 |                                            |                                       | Modifica les dades a Wikidata |
|        | Ca l'Oller                 | Caldes de Malavella | masia        |                                                                                           | 41° 49′ 55″ N, 2° 48′ 42″ E / 41.8320738462725°N,2.811621656044°E                                                   |                                            |                                       | Modifica les dades a Wikidata |
|        | Ca l'Orri                  | Caldes de Malavella | masia        | Estil: arquitectura popular 17th century                                                  | 41° 49′ 54″ N, 2° 50′ 59″ E / 41.8316°N,2.84982°E ca:Veïnat de Dalt, 15 130 msnm                                    | bé integrant del patrimoni cultural català | Ca l'Orri (Caldes de Malavella)       | Modifica les dades a Wikidata |
|        | Ca n'Oms                   | Caldes de Malavella | masia        |                                                                                           | 41° 50′ 04″ N, 2° 51′ 03″ E / 41.834379967777°N,2.8507424710037°E                                                   |                                            |                                       | Modifica les dades a Wikidata |
|        | Cal Dentista               | Caldes de Malavella | masia        |                                                                                           | 41° 49′ 43″ N, 2° 48′ 14″ E / 41.8285212633022°N,2.80393695209474°E                                                 |                                            |                                       | Modifica les dades a Wikidata |
|        | Cal Fesoler Nou            | Caldes de Malavella | masia        |                                                                                           | 41° 49′ 40″ N, 2° 48′ 21″ E / 41.8278129918781°N,2.80586588229384°E                                                 |                                            |                                       | Modifica les dades a Wikidata |
|        | Cal Padre                  | Caldes de Malavella | masia        |                                                                                           | 41° 49′ 47″ N, 2° 48′ 18″ E / 41.8298468951781°N,2.80488427951803°E                                                 |                                            |                                       | Modifica les dades a Wikidata |
|        | Cal Pinyoner               | Caldes de Malavella | masia        |                                                                                           | 41° 50′ 30″ N, 2° 46′ 40″ E / 41.8415694510203°N,2.77765132173161°E                                                 |                                            |                                       | Modifica les dades a Wikidata |
|        | Cal Sant                   | Caldes de Malavella | masia        |                                                                                           | 41° 49′ 05″ N, 2° 47′ 17″ E / 41.818069289302°N,2.7881704410454°E                                                   |                                            |                                       | Modifica les dades a Wikidata |
|        | Can Barceló                | Caldes de Malavella | masia        |                                                                                           | 41° 49′ 31″ N, 2° 48′ 01″ E / 41.825296307261°N,2.8001883395989°E                                                   |                                            |                                       | Modifica les dades a Wikidata |
|        | Can Boada                  | Caldes de Malavella | masia        |                                                                                           | 41° 50′ 33″ N, 2° 45′ 47″ E / 41.8423960627384°N,2.76312214414021°E                                                 |                                            |                                       | Modifica les dades a Wikidata |
|        | Can Boades                 | Caldes de Malavella | masia        |                                                                                           | 41° 52′ 32″ N, 2° 47′ 06″ E / 41.8756296276185°N,2.78508945750081°E                                                 |                                            |                                       | Modifica les dades a Wikidata |
|        | Can Boix                   | Caldes de Malavella | masia        |                                                                                           | 41° 51′ 59″ N, 2° 47′ 05″ E / 41.8663519391698°N,2.78475904537053°E                                                 |                                            |                                       | Modifica les dades a Wikidata |
|        | Can Burot                  | Caldes de Malavella | masia        |                                                                                           | 41° 49′ 41″ N, 2° 45′ 53″ E / 41.828177710297°N,2.76486049772198°E                                                  |                                            |                                       | Modifica les dades a Wikidata |
|        | Can Cabanyils              | Caldes de Malavella | masia        |                                                                                           | 41° 48′ 33″ N, 2° 51′ 34″ E / 41.8092014666587°N,2.85931426321791°E                                                 |                                            |                                       | Modifica les dades a Wikidata |
|        | Can Caldes                 | Caldes de Malavella | masia        |                                                                                           | 41° 49′ 26″ N, 2° 50′ 54″ E / 41.8238326284502°N,2.84820399986871°E                                                 |                                            |                                       | Modifica les dades a Wikidata |
|        | Can Calçada                | Caldes de Malavella | masia        |                                                                                           | 41° 52′ 17″ N, 2° 48′ 12″ E / 41.8713658436278°N,2.80321560747053°E                                                 |                                            |                                       | Modifica les dades a Wikidata |
|        | Can Carbonell              | Caldes de Malavella | masia        | Estil: arquitectura popular                                                               | 41° 47′ 51″ N, 2° 50′ 43″ E / 41.797574°N,2.845377°E                                                                | bé integrant del patrimoni cultural català | Can Carbonell (Caldes de Malavella)   | Modifica les dades a Wikidata |
|        | Can Carbó                  | Caldes de Malavella | masia        |                                                                                           | 41° 50′ 53″ N, 2° 47′ 47″ E / 41.8480979737894°N,2.79627609374003°E                                                 |                                            |                                       | Modifica les dades a Wikidata |
|        | Can Cases                  | Caldes de Malavella | masia        |                                                                                           | 41° 49′ 24″ N, 2° 46′ 03″ E / 41.8232563219815°N,2.76751558193242°E                                                 |                                            |                                       | Modifica les dades a Wikidata |
|        | Can Català                 | Caldes de Malavella | masia        |                                                                                           | 41° 51′ 32″ N, 2° 47′ 39″ E / 41.8587582494245°N,2.79409769970372°E                                                 |                                            |                                       | Modifica les dades a Wikidata |
|        | Can Caupena                | Caldes de Malavella | masia        |                                                                                           | 41° 49′ 36″ N, 2° 49′ 15″ E / 41.8266663241151°N,2.82077745741879°E                                                 |                                            |                                       | Modifica les dades a Wikidata |
|        | Can Cavila                 | Caldes de Malavella | masia        |                                                                                           | 41° 50′ 53″ N, 2° 49′ 00″ E / 41.8481051037123°N,2.81653763155741°E                                                 |                                            |                                       | Modifica les dades a Wikidata |
|        | Can Cervià                 | Caldes de Malavella | masia        |                                                                                           | 41° 52′ 07″ N, 2° 48′ 03″ E / 41.8685607774°N,2.80093471951855°E                                                    |                                            |                                       | Modifica les dades a Wikidata |
|        | Can Companyó               | Caldes de Malavella | masia        | Estil: arquitectura popular                                                               | 41° 48′ 40″ N, 2° 52′ 10″ E / 41.8112°N,2.86933°E ca:Al costat de la ctra. de Vidreres a Llagostera                 | bé integrant del patrimoni cultural català | Can Companyó (Caldes de Malavella)    | Modifica les dades a Wikidata |
|        | Can Costa de les Bardisses | Caldes de Malavella | masia        |                                                                                           | 41° 49′ 22″ N, 2° 46′ 43″ E / 41.8226565948137°N,2.77852353436883°E                                                 |                                            |                                       | Modifica les dades a Wikidata |
|        | Can Croses                 | Caldes de Malavella | masia        |                                                                                           | 41° 51′ 04″ N, 2° 49′ 31″ E / 41.851064038774°N,2.82531119811202°E                                                  |                                            |                                       | Modifica les dades a Wikidata |
|        | Can Cuní                   | Caldes de Malavella | masia        |                                                                                           | 41° 51′ 51″ N, 2° 47′ 10″ E / 41.8640755112482°N,2.78599568940162°E                                                 |                                            |                                       | Modifica les dades a Wikidata |
|        | Can Duran                  | Caldes de Malavella | masia        |                                                                                           | 41° 49′ 30″ N, 2° 46′ 03″ E / 41.8249317460711°N,2.76758177161913°E                                                 |                                            |                                       | Modifica les dades a Wikidata |
|        | Can Duran                  | Caldes de Malavella | masia        |                                                                                           | 41° 49′ 51″ N, 2° 48′ 41″ E / 41.8307945920847°N,2.81145680657312°E                                                 |                                            |                                       | Modifica les dades a Wikidata |
|        | Can Déu                    | Caldes de Malavella | masia        |                                                                                           | 41° 49′ 27″ N, 2° 48′ 27″ E / 41.8240327126936°N,2.80743066819884°E                                                 |                                            |                                       | Modifica les dades a Wikidata |
|        | Can Feliu                  | Caldes de Malavella | masia        | Estil: arquitectura popular                                                               | 41° 51′ 00″ N, 2° 50′ 29″ E / 41.85°N,2.84142°E                                                                     | bé integrant del patrimoni cultural català |                                       | Modifica les dades a Wikidata |
|        | Can Figueres               | Caldes de Malavella | masia        |                                                                                           | 41° 49′ 46″ N, 2° 49′ 52″ E / 41.8295824139384°N,2.83124642101515°E                                                 |                                            |                                       | Modifica les dades a Wikidata |
|        | Can Figueretes             | Caldes de Malavella | masia        |                                                                                           | 41° 48′ 47″ N, 2° 49′ 20″ E / 41.8129331840256°N,2.82235680403347°E                                                 |                                            |                                       | Modifica les dades a Wikidata |
|        | Can Fill de Déu            | Caldes de Malavella | masia        |                                                                                           | 41° 51′ 44″ N, 2° 48′ 20″ E / 41.8623361019483°N,2.8056530526253°E                                                  |                                            |                                       | Modifica les dades a Wikidata |
|        | Can Fitó                   | Caldes de Malavella | masia        |                                                                                           | 41° 49′ 19″ N, 2° 48′ 33″ E / 41.8219100189675°N,2.80919504365855°E                                                 |                                            |                                       | Modifica les dades a Wikidata |
|        | Can Folgueroles            | Caldes de Malavella | masia        | Estil: arquitectura popular 16th century                                                  | 41° 51′ 55″ N, 2° 48′ 35″ E / 41.8653°N,2.8098°E ca:Veïnat d'Israel, 51 108 msnm                                    | bé integrant del patrimoni cultural català | Can Folgueroles (Caldes de Malavella) | Modifica les dades a Wikidata |
|        | Can Fornaca                | Caldes de Malavella | masia        |                                                                                           | 41° 49′ 53″ N, 2° 48′ 00″ E / 41.8313068588922°N,2.80013491905606°E                                                 |                                            |                                       | Modifica les dades a Wikidata |
|        | Can Frare                  | Caldes de Malavella | masia        |                                                                                           | 41° 50′ 32″ N, 2° 46′ 17″ E / 41.8421243471837°N,2.77126555734955°E                                                 |                                            |                                       | Modifica les dades a Wikidata |
|        | Can Frare Petit            | Caldes de Malavella | masia        |                                                                                           | 41° 50′ 32″ N, 2° 46′ 17″ E / 41.8423585970851°N,2.77130085818172°E                                                 |                                            |                                       | Modifica les dades a Wikidata |
|        | Can Frare Torrent          | Caldes de Malavella | masia        |                                                                                           | 41° 50′ 55″ N, 2° 48′ 02″ E / 41.8487361051175°N,2.80063480432061°E                                                 |                                            |                                       | Modifica les dades a Wikidata |
|        | Can Garriga                | Caldes de Malavella | masia        |                                                                                           | 41° 47′ 35″ N, 2° 50′ 51″ E / 41.7930910105284°N,2.84756644012444°E                                                 |                                            |                                       | Modifica les dades a Wikidata |
|        | Can Gelabert               | Caldes de Malavella | masia        |                                                                                           | 41° 50′ 13″ N, 2° 51′ 03″ E / 41.837082010512°N,2.8507361927913°E                                                   |                                            |                                       | Modifica les dades a Wikidata |
|        | Can Gelabert del Bosc      | Caldes de Malavella | masia        |                                                                                           | 41° 51′ 11″ N, 2° 46′ 47″ E / 41.853179853163°N,2.7796217695328°E                                                   |                                            |                                       | Modifica les dades a Wikidata |
|        | Can Gelabertó              | Caldes de Malavella | masia        |                                                                                           | 41° 50′ 19″ N, 2° 50′ 48″ E / 41.8386468531174°N,2.84656709913753°E                                                 |                                            |                                       | Modifica les dades a Wikidata |
|        | Can Gelada                 | Caldes de Malavella | masia        |                                                                                           | 41° 51′ 22″ N, 2° 47′ 10″ E / 41.8559964564468°N,2.78605876723808°E                                                 |                                            |                                       | Modifica les dades a Wikidata |
|        | Can Geli                   | Caldes de Malavella | masia        |                                                                                           | 41° 51′ 31″ N, 2° 46′ 39″ E / 41.8585740068519°N,2.77741170712903°E                                                 |                                            |                                       | Modifica les dades a Wikidata |
|        | Can Gepions                | Caldes de Malavella | masia        |                                                                                           | 41° 49′ 37″ N, 2° 46′ 25″ E / 41.8268893733589°N,2.77365596755164°E                                                 |                                            |                                       | Modifica les dades a Wikidata |
|        | Can Gimferrer              | Caldes de Malavella | masia        |                                                                                           | 41° 49′ 53″ N, 2° 46′ 29″ E / 41.8312777771925°N,2.77468824560773°E                                                 |                                            |                                       | Modifica les dades a Wikidata |
|        | Can Gironès                | Caldes de Malavella | masia        |                                                                                           | 41° 51′ 45″ N, 2° 46′ 13″ E / 41.8623696284277°N,2.77015722324073°E                                                 |                                            |                                       | Modifica les dades a Wikidata |
|        | Can Grau Espatllat         | Caldes de Malavella | masia        |                                                                                           | 41° 52′ 23″ N, 2° 47′ 33″ E / 41.8730313924451°N,2.79256965090064°E                                                 |                                            |                                       | Modifica les dades a Wikidata |
|        | Can Llemosina              | Caldes de Malavella | masia        |                                                                                           | 41° 49′ 47″ N, 2° 48′ 32″ E / 41.8295925374947°N,2.80895546448643°E                                                 |                                            |                                       | Modifica les dades a Wikidata |
|        | Can Llop                   | Caldes de Malavella | masia        |                                                                                           | 41° 49′ 31″ N, 2° 47′ 46″ E / 41.8254094605728°N,2.79622761629075°E                                                 |                                            |                                       | Modifica les dades a Wikidata |
|        | Can Maimí                  | Caldes de Malavella | masia        |                                                                                           | 41° 50′ 30″ N, 2° 50′ 54″ E / 41.8415676110317°N,2.84846321437374°E                                                 |                                            |                                       | Modifica les dades a Wikidata |
|        | Can Manets                 | Caldes de Malavella | masia        |                                                                                           | 41° 48′ 34″ N, 2° 47′ 42″ E / 41.8094918941844°N,2.7949417532523°E                                                  |                                            |                                       | Modifica les dades a Wikidata |
|        | Can Maret                  | Caldes de Malavella | masia        |                                                                                           | 41° 52′ 53″ N, 2° 47′ 50″ E / 41.8813077545917°N,2.79708662021022°E                                                 |                                            |                                       | Modifica les dades a Wikidata |
|        | Can Margenat               | Caldes de Malavella | masia        |                                                                                           | 41° 49′ 49″ N, 2° 48′ 29″ E / 41.83036548295°N,2.80796565785252°E                                                   |                                            |                                       | Modifica les dades a Wikidata |
|        | Can Marquès                | Caldes de Malavella | masia        | Estil: arquitectura popular                                                               | 41° 50′ 33″ N, 2° 49′ 09″ E / 41.8425°N,2.81916°E ca:Veïnat de Dalt, 32, Caldes de Malavella 125 msnm               | bé integrant del patrimoni cultural català | Can Marquès (Caldes de Malavella)     | Modifica les dades a Wikidata |
|        | Can Martí                  | Caldes de Malavella | masia        |                                                                                           | 41° 50′ 46″ N, 2° 45′ 54″ E / 41.8459937736668°N,2.76504823343617°E                                                 |                                            |                                       | Modifica les dades a Wikidata |
|        | Can Martí Barraques        | Caldes de Malavella | masia        |                                                                                           | 41° 50′ 23″ N, 2° 46′ 03″ E / 41.8397660157673°N,2.76751605783583°E                                                 |                                            |                                       | Modifica les dades a Wikidata |
|        | Can Marçal                 | Caldes de Malavella | masia        |                                                                                           | 41° 51′ 23″ N, 2° 46′ 03″ E / 41.8562757595054°N,2.76756470496185°E                                                 |                                            |                                       | Modifica les dades a Wikidata |
|        | Can Mascart                | Caldes de Malavella | masia        |                                                                                           | 41° 50′ 58″ N, 2° 48′ 06″ E / 41.8493864127204°N,2.80168081781362°E                                                 |                                            |                                       | Modifica les dades a Wikidata |
|        | Can Masgrau                | Caldes de Malavella | masia        |                                                                                           | 41° 50′ 39″ N, 2° 51′ 00″ E / 41.8442087146607°N,2.85004697331807°E                                                 |                                            |                                       | Modifica les dades a Wikidata |
|        | Can Masia                  | Caldes de Malavella | masia        |                                                                                           | 41° 50′ 59″ N, 2° 48′ 55″ E / 41.8498052564438°N,2.81519561991106°E                                                 |                                            |                                       | Modifica les dades a Wikidata |
|        | Can Masnou                 | Caldes de Malavella | masia        |                                                                                           | 41° 48′ 53″ N, 2° 49′ 17″ E / 41.81475°N,2.82127778°E 151 msnm                                                      |                                            |                                       | Modifica les dades a Wikidata |
|        | Can Massic                 | Caldes de Malavella | masia        |                                                                                           | 41° 52′ 07″ N, 2° 47′ 12″ E / 41.868607418537°N,2.78677587273127°E                                                  |                                            |                                       | Modifica les dades a Wikidata |
|        | Can Matetes                | Caldes de Malavella | masia        |                                                                                           | 41° 48′ 48″ N, 2° 50′ 35″ E / 41.8133327233554°N,2.84313604363869°E                                                 |                                            |                                       | Modifica les dades a Wikidata |
|        | Can Mau                    | Caldes de Malavella | masia        |                                                                                           | 41° 51′ 36″ N, 2° 48′ 18″ E / 41.860138°N,2.805097°E                                                                |                                            |                                       | Modifica les dades a Wikidata |
|        | Can Mesquita               | Caldes de Malavella | masia        |                                                                                           | 41° 51′ 18″ N, 2° 47′ 57″ E / 41.854885199253°N,2.79913388122848°E                                                  |                                            |                                       | Modifica les dades a Wikidata |
|        | Can Mir                    | Caldes de Malavella | masia        |                                                                                           | 41° 49′ 40″ N, 2° 49′ 53″ E / 41.8276912835207°N,2.83146814865263°E                                                 |                                            |                                       | Modifica les dades a Wikidata |
|        | Can Montrós                | Caldes de Malavella | masia        |                                                                                           | 41° 49′ 13″ N, 2° 48′ 49″ E / 41.8202598285437°N,2.81351058186618°E                                                 |                                            |                                       | Modifica les dades a Wikidata |
|        | Can Móra                   | Caldes de Malavella | masia        |                                                                                           | 41° 51′ 48″ N, 2° 46′ 51″ E / 41.8632372972312°N,2.78091382757366°E                                                 |                                            |                                       | Modifica les dades a Wikidata |
|        | Can Negra                  | Caldes de Malavella | masia        |                                                                                           | 41° 52′ 31″ N, 2° 47′ 25″ E / 41.8753061320128°N,2.79036897424063°E                                                 |                                            |                                       | Modifica les dades a Wikidata |
|        | Can Nofre                  | Caldes de Malavella | masia        |                                                                                           | 41° 49′ 07″ N, 2° 47′ 08″ E / 41.8185629997589°N,2.78567769875071°E                                                 |                                            |                                       | Modifica les dades a Wikidata |
|        | Can Noguera                | Caldes de Malavella | masia        |                                                                                           | 41° 46′ 54″ N, 2° 51′ 45″ E / 41.7817340037847°N,2.86249104276488°E                                                 |                                            |                                       | Modifica les dades a Wikidata |
|        | Can Palamós                | Caldes de Malavella | masia        |                                                                                           | 41° 49′ 15″ N, 2° 48′ 21″ E / 41.8207065536471°N,2.80588734795445°E                                                 |                                            |                                       | Modifica les dades a Wikidata |
|        | Can Pau Conill             | Caldes de Malavella | masia        |                                                                                           | 41° 51′ 08″ N, 2° 46′ 01″ E / 41.852248391444°N,2.76692875400958°E                                                  |                                            |                                       | Modifica les dades a Wikidata |
|        | Can Pedrosa                | Caldes de Malavella | masia        |                                                                                           | 41° 49′ 07″ N, 2° 45′ 53″ E / 41.818644°N,2.764651°E                                                                |                                            |                                       | Modifica les dades a Wikidata |
|        | Can Pega                   | Caldes de Malavella | masia        |                                                                                           | 41° 48′ 55″ N, 2° 48′ 49″ E / 41.8153329723741°N,2.81347671496806°E                                                 |                                            |                                       | Modifica les dades a Wikidata |
|        | Can Peres                  | Caldes de Malavella | masia        |                                                                                           | 41° 49′ 51″ N, 2° 46′ 44″ E / 41.830902°N,2.778829°E                                                                |                                            |                                       | Modifica les dades a Wikidata |
|        | Can Perpinyà               | Caldes de Malavella | masia        |                                                                                           | 41° 49′ 04″ N, 2° 45′ 41″ E / 41.817686288648°N,2.76129879758513°E                                                  |                                            |                                       | Modifica les dades a Wikidata |
|        | Can Pipes                  | Caldes de Malavella | masia        |                                                                                           | 41° 49′ 00″ N, 2° 46′ 57″ E / 41.8167197335599°N,2.78256542553968°E                                                 |                                            |                                       | Modifica les dades a Wikidata |
|        | Can Pla                    | Caldes de Malavella | masia        | Estil: arquitectura popular                                                               | 41° 50′ 38″ N, 2° 50′ 58″ E / 41.8438°N,2.84958°E                                                                   | bé integrant del patrimoni cultural català |                                       | Modifica les dades a Wikidata |
|        | Can Planes                 | Caldes de Malavella | masia        |                                                                                           | 41° 52′ 46″ N, 2° 46′ 35″ E / 41.879368918671°N,2.77641155595575°E                                                  |                                            |                                       | Modifica les dades a Wikidata |
|        | Can Pobric                 | Caldes de Malavella | masia        |                                                                                           | 41° 49′ 01″ N, 2° 46′ 47″ E / 41.8170385217915°N,2.77969875908544°E                                                 |                                            |                                       | Modifica les dades a Wikidata |
|        | Can Poch                   | Caldes de Malavella | masia        | Estil: arquitectura popular                                                               | 41° 47′ 59″ N, 2° 50′ 16″ E / 41.7996°N,2.83791°E                                                                   | bé integrant del patrimoni cultural català | Can Poch (Caldes de Malavella)        | Modifica les dades a Wikidata |
|        | Can Pol                    | Caldes de Malavella | masia        |                                                                                           | 41° 50′ 12″ N, 2° 47′ 47″ E / 41.8366321784196°N,2.79627632815816°E                                                 |                                            |                                       | Modifica les dades a Wikidata |
|        | Can Ponç                   | Caldes de Malavella | masia        |                                                                                           | 41° 52′ 06″ N, 2° 47′ 33″ E / 41.8683205684464°N,2.79244028127575°E                                                 |                                            |                                       | Modifica les dades a Wikidata |
|        | Can Porcell                | Caldes de Malavella | masia        |                                                                                           | 41° 50′ 44″ N, 2° 48′ 55″ E / 41.8455720707411°N,2.81523189373232°E                                                 |                                            |                                       | Modifica les dades a Wikidata |
|        | Can Pujades                | Caldes de Malavella | masia        |                                                                                           | 41° 50′ 19″ N, 2° 50′ 20″ E / 41.8384833664365°N,2.83899161860846°E                                                 |                                            |                                       | Modifica les dades a Wikidata |
|        | Can Punxó                  | Caldes de Malavella | masia        |                                                                                           | 41° 48′ 55″ N, 2° 50′ 20″ E / 41.8153264291262°N,2.83891718931922°E                                                 |                                            |                                       | Modifica les dades a Wikidata |
|        | Can Ramada                 | Caldes de Malavella | masia        |                                                                                           | 41° 49′ 02″ N, 2° 46′ 37″ E / 41.8171771474392°N,2.77685677034377°E                                                 |                                            |                                       | Modifica les dades a Wikidata |
|        | Can Rebaixí                | Caldes de Malavella | masia        |                                                                                           | 41° 48′ 46″ N, 2° 49′ 47″ E / 41.8126833196221°N,2.82984604751339°E                                                 |                                            |                                       | Modifica les dades a Wikidata |
|        | Can Revellí                | Caldes de Malavella | masia        |                                                                                           | 41° 51′ 33″ N, 2° 49′ 56″ E / 41.8591624698894°N,2.83218072363536°E                                                 |                                            |                                       | Modifica les dades a Wikidata |
|        | Can Ricard                 | Caldes de Malavella | masia        |                                                                                           | 41° 52′ 12″ N, 2° 46′ 22″ E / 41.8701296443388°N,2.77272022982624°E                                                 |                                            |                                       | Modifica les dades a Wikidata |
|        | Can Riera                  | Caldes de Malavella | masia        |                                                                                           | 41° 49′ 49″ N, 2° 47′ 27″ E / 41.8302003863071°N,2.7907931839532°E                                                  |                                            |                                       | Modifica les dades a Wikidata |
|        | Can Rifà                   | Caldes de Malavella | masia        |                                                                                           | 41° 50′ 47″ N, 2° 48′ 24″ E / 41.8464858835345°N,2.80678515260276°E                                                 |                                            |                                       | Modifica les dades a Wikidata |
|        | Can Riurants               | Caldes de Malavella | masia        |                                                                                           | 41° 50′ 46″ N, 2° 50′ 02″ E / 41.846065653833°N,2.833851449608°E                                                    |                                            |                                       | Modifica les dades a Wikidata |
|        | Can Roc                    | Caldes de Malavella | masia        |                                                                                           | 41° 49′ 22″ N, 2° 48′ 29″ E / 41.8228630654875°N,2.80818073835968°E                                                 |                                            |                                       | Modifica les dades a Wikidata |
|        | Can Roca                   | Caldes de Malavella | masia        |                                                                                           | 41° 51′ 30″ N, 2° 47′ 18″ E / 41.8584236459375°N,2.78840004677485°E                                                 |                                            |                                       | Modifica les dades a Wikidata |
|        | Can Rufí                   | Caldes de Malavella | masia        | Estil: arquitectura popular                                                               | 41° 50′ 10″ N, 2° 48′ 50″ E / 41.8361°N,2.81377°E ca:Camí que surt de la rambla d'en Rufí 114 msnm                  | bé integrant del patrimoni cultural català | Can Rufí (Caldes de Malavella)        | Modifica les dades a Wikidata |
|        | Can Salom                  | Caldes de Malavella | masia        |                                                                                           | 41° 49′ 50″ N, 2° 47′ 40″ E / 41.830662°N,2.79446°E                                                                 |                                            |                                       | Modifica les dades a Wikidata |
|        | Can Sardà                  | Caldes de Malavella | masia        |                                                                                           | 41° 48′ 46″ N, 2° 49′ 41″ E / 41.8127078674106°N,2.82818453441199°E                                                 |                                            |                                       | Modifica les dades a Wikidata |
|        | Can Senalla                | Caldes de Malavella | masia        |                                                                                           | 41° 51′ 01″ N, 2° 49′ 27″ E / 41.8503686351305°N,2.82408434321667°E                                                 |                                            |                                       | Modifica les dades a Wikidata |
|        | Can Solà                   | Caldes de Malavella | masia        |                                                                                           | 41° 51′ 04″ N, 2° 47′ 47″ E / 41.8511877708912°N,2.79651927062442°E                                                 |                                            |                                       | Modifica les dades a Wikidata |
|        | Can Solà Gros              | Caldes de Malavella | masia        | Estil: arquitectura popular 16th century                                                  | 41° 51′ 24″ N, 2° 48′ 37″ E / 41.8568°N,2.81018°E ca:Al nord del nucli urbà, a la urbanització Can Solà Gros        | bé integrant del patrimoni cultural català | Can Solà Gros                         | Modifica les dades a Wikidata |
|        | Can Sunyer                 | Caldes de Malavella | masia        |                                                                                           | 41° 50′ 14″ N, 2° 46′ 59″ E / 41.8372926885764°N,2.78315822722914°E                                                 |                                            |                                       | Modifica les dades a Wikidata |
|        | Can Teixidor               | Caldes de Malavella | masia        |                                                                                           | 41° 50′ 42″ N, 2° 48′ 06″ E / 41.8449908598327°N,2.80157393719218°E                                                 |                                            |                                       | Modifica les dades a Wikidata |
|        | Can Ternet                 | Caldes de Malavella | masia        |                                                                                           | 41° 49′ 47″ N, 2° 48′ 37″ E / 41.8296846427536°N,2.81018354177581°E                                                 |                                            |                                       | Modifica les dades a Wikidata |
|        | Can Terrides               | Caldes de Malavella | masia        |                                                                                           | 41° 49′ 18″ N, 2° 45′ 53″ E / 41.8215845847766°N,2.76483645551243°E                                                 |                                            |                                       | Modifica les dades a Wikidata |
|        | Can Thió                   | Caldes de Malavella | masia        | Estil: arquitectura popular                                                               | 41° 52′ 23″ N, 2° 47′ 09″ E / 41.8731°N,2.78578°E 126 msnm                                                          | bé integrant del patrimoni cultural català | Can Thió (Caldes de Malavella)        | Modifica les dades a Wikidata |
|        | Can Tornabell              | Caldes de Malavella | masia        |                                                                                           | 41° 50′ 46″ N, 2° 48′ 58″ E / 41.846023747946°N,2.81606174899952°E                                                  |                                            |                                       | Modifica les dades a Wikidata |
|        | Can Torres                 | Caldes de Malavella | masia        |                                                                                           | 41° 52′ 06″ N, 2° 47′ 49″ E / 41.8684278273424°N,2.7970189060452°E                                                  |                                            |                                       | Modifica les dades a Wikidata |
|        | Can Tranquil               | Caldes de Malavella | masia        |                                                                                           | 41° 49′ 59″ N, 2° 47′ 43″ E / 41.8331625843843°N,2.7951913893955°E                                                  |                                            |                                       | Modifica les dades a Wikidata |
|        | Can Valeri                 | Caldes de Malavella | masia        |                                                                                           | 41° 50′ 24″ N, 2° 45′ 47″ E / 41.8400721736763°N,2.76307049164906°E                                                 |                                            |                                       | Modifica les dades a Wikidata |
|        | Can Vendrell               | Caldes de Malavella | masia        |                                                                                           | 41° 48′ 21″ N, 2° 49′ 57″ E / 41.8057069472833°N,2.83258513361867°E                                                 |                                            |                                       | Modifica les dades a Wikidata |
|        | Can Vidal                  | Caldes de Malavella | masia        |                                                                                           | 41° 52′ 16″ N, 2° 47′ 12″ E / 41.8711111998647°N,2.7867073000038°E                                                  |                                            |                                       | Modifica les dades a Wikidata |
|        | Can Viver de Baix          | Caldes de Malavella | masia        |                                                                                           | 41° 52′ 29″ N, 2° 47′ 07″ E / 41.8746931683166°N,2.7852251567813°E                                                  |                                            |                                       | Modifica les dades a Wikidata |
|        | Can Viver de Dalt          | Caldes de Malavella | masia        |                                                                                           | 41° 52′ 28″ N, 2° 47′ 09″ E / 41.8743518327701°N,2.78572039205705°E                                                 |                                            |                                       | Modifica les dades a Wikidata |
|        | Can Xandrí                 | Caldes de Malavella | masia        |                                                                                           | 41° 52′ 00″ N, 2° 47′ 47″ E / 41.866721093189°N,2.7964445555255°E                                                   |                                            |                                       | Modifica les dades a Wikidata |
|        | Can Xec                    | Caldes de Malavella | masia        |                                                                                           | 41° 50′ 40″ N, 2° 45′ 46″ E / 41.844394635668°N,2.76265704691946°E                                                  |                                            |                                       | Modifica les dades a Wikidata |
|        | Can Xeliu                  | Caldes de Malavella | masia        |                                                                                           | 41° 50′ 58″ N, 2° 46′ 36″ E / 41.8495474565076°N,2.77656361563313°E                                                 |                                            |                                       | Modifica les dades a Wikidata |
|        | Can Xiberta                | Caldes de Malavella | masia        | Estil: arquitectura popular                                                               | 41° 49′ 38″ N, 2° 50′ 28″ E / 41.827161593628°N,2.8411255805985°E                                                   | bé integrant del patrimoni cultural català |                                       | Modifica les dades a Wikidata |
|        | Can Xifre                  | Caldes de Malavella | masia        |                                                                                           | 41° 50′ 11″ N, 2° 50′ 15″ E / 41.8364276247696°N,2.83745514888722°E                                                 |                                            |                                       | Modifica les dades a Wikidata |
|        | Casa de l'Obra             | Caldes de Malavella | masia        |                                                                                           | 41° 52′ 13″ N, 2° 47′ 47″ E / 41.8702909155153°N,2.79626589509355°E                                                 |                                            |                                       | Modifica les dades a Wikidata |
|        | Franciac                   | Caldes de Malavella | masia        |                                                                                           | 41° 52′ 05″ N, 2° 47′ 31″ E / 41.8681753252961°N,2.79181415743697°E                                                 |                                            |                                       | Modifica les dades a Wikidata |
|        | Llemosina                  | Caldes de Malavella | masia        |                                                                                           | 41° 51′ 26″ N, 2° 47′ 25″ E / 41.8570939721786°N,2.79022364729053°E                                                 |                                            |                                       | Modifica les dades a Wikidata |
|        | Mas Abric                  | Caldes de Malavella | masia        |                                                                                           | 41° 51′ 11″ N, 2° 48′ 40″ E / 41.8530949825183°N,2.8110178718307°E                                                  |                                            |                                       | Modifica les dades a Wikidata |
|        | Mas Andreu                 | Caldes de Malavella | masia        |                                                                                           | 41° 49′ 50″ N, 2° 51′ 16″ E / 41.830433851955°N,2.85449883364207°E                                                  |                                            |                                       | Modifica les dades a Wikidata |
|        | Mas Arús                   | Caldes de Malavella | masia        |                                                                                           | 41° 48′ 42″ N, 2° 48′ 22″ E / 41.81168889°N,2.80602222°E 134 msnm                                                   |                                            |                                       | Modifica les dades a Wikidata |
|        | Mas Bernardí               | Caldes de Malavella | masia        |                                                                                           | 41° 50′ 14″ N, 2° 49′ 23″ E / 41.8372530401843°N,2.82308447458107°E                                                 |                                            |                                       | Modifica les dades a Wikidata |
|        | Mas Cabirol                | Caldes de Malavella | masia        |                                                                                           | 41° 52′ 39″ N, 2° 47′ 19″ E / 41.8775008103211°N,2.78873483217284°E                                                 |                                            |                                       | Modifica les dades a Wikidata |
|        | Mas Grau Mercader          | Caldes de Malavella | masia        |                                                                                           | 41° 51′ 31″ N, 2° 46′ 32″ E / 41.8585165905456°N,2.77567698513227°E                                                 |                                            |                                       | Modifica les dades a Wikidata |
|        | Mas Roig                   | Caldes de Malavella | masia        |                                                                                           | 41° 50′ 06″ N, 2° 49′ 33″ E / 41.8349874290556°N,2.8257884922853°E                                                  |                                            |                                       | Modifica les dades a Wikidata |
|        | Mas de Quart               | Caldes de Malavella | masia        |                                                                                           | 41° 51′ 34″ N, 2° 47′ 24″ E / 41.8593453275232°N,2.79002351806283°E                                                 |                                            |                                       | Modifica les dades a Wikidata |
|        | ca l'Aimeric               | Caldes de Malavella | masia        | Estil: arquitectura popular 16th century                                                  | 41° 51′ 48″ N, 2° 46′ 38″ E / 41.8632°N,2.77733°E ca:Ctra. N-II Caldes-Girona, km 702, Caldes de Malavella 129 msnm | bé integrant del patrimoni cultural català | Ca l'Aimeric (Caldes de Malavella)    | Modifica les dades a Wikidata |
|        | ca n'Aluart                | Caldes de Malavella | masia        | Estil: arquitectura popular arquitectura gòtica 15th century                              | 41° 49′ 47″ N, 2° 46′ 40″ E / 41.82983°N,2.777843°E ca:Veïnat de Baix, Caldes de Malavella 93 msnm                  | bé integrant del patrimoni cultural català | Ca n'Aluart                           | Modifica les dades a Wikidata |
|        | cal Rei                    | Caldes de Malavella | masia        | Estil: arquitectura popular                                                               | 41° 51′ 24″ N, 2° 48′ 37″ E / 41.8568°N,2.81028°E                                                                   | bé integrant del patrimoni cultural català |                                       | Modifica les dades a Wikidata |
|        | can Mataró                 | Caldes de Malavella | masia        | Estil: arquitectura popular arquitectura del Renaixement arquitectura gòtica 16th century | 41° 51′ 41″ N, 2° 47′ 23″ E / 41.8615°N,2.78982°E ca:al nord de Caldes de Malavella 116 msnm                        | bé integrant del patrimoni cultural català | Can Mataró (Caldes de Malavella)      | Modifica les dades a Wikidata |
|        | can Matllo                 | Caldes de Malavella | masia        | Estil: arquitectura popular arquitectura gòtica 16th century                              | 41° 50′ 10″ N, 2° 46′ 57″ E / 41.836163°N,2.782365°E ca:trencall que surt de la Urbanització Llac del Cigne 96 msnm | bé integrant del patrimoni cultural català | Can Matllo                            | Modifica les dades a Wikidata |
|        | can Thió de la Bassa       | Caldes de Malavella | masia        | Estil: arquitectura popular 17th century                                                  | 41° 52′ 25″ N, 2° 46′ 40″ E / 41.873713°N,2.777859°E ca:trencall al Restaurant Thiona a la ctra. N-II 106 msnm      | bé integrant del patrimoni cultural català | Can Thió de la Bassa                  | Modifica les dades a Wikidata |
|        | els Tapiots                | Caldes de Malavella | masia        |                                                                                           | 41° 51′ 06″ N, 2° 46′ 19″ E / 41.8516278778233°N,2.77189427570745°E                                                 |                                            |                                       | Modifica les dades a Wikidata |
|        | la Casa Nova d'en Salom    | Caldes de Malavella | masia        |                                                                                           | 41° 49′ 55″ N, 2° 47′ 48″ E / 41.8319582096203°N,2.79662835556521°E                                                 |                                            |                                       | Modifica les dades a Wikidata |
|        | la Casa Nova d'en Traver   | Caldes de Malavella | masia        |                                                                                           | 41° 48′ 26″ N, 2° 47′ 07″ E / 41.8073394593148°N,2.78520949413509°E                                                 |                                            |                                       | Modifica les dades a Wikidata |
|        | la Casa Nova de n'Aulart   | Caldes de Malavella | masia        |                                                                                           | 41° 49′ 33″ N, 2° 46′ 52″ E / 41.8259582352698°N,2.78118547042914°E                                                 |                                            |                                       | Modifica les dades a Wikidata |
|        | la Tiona                   | Caldes de Malavella | masia        | Estil: arquitectura popular 14th century                                                  | 41° 52′ 10″ N, 2° 46′ 27″ E / 41.869477°N,2.774115°E ca:trencall esquerra ctra. N-II direcció a Girona 116 msnm     | bé integrant del patrimoni cultural català | La Tiona                              | Modifica les dades a Wikidata |

## molí d'aigua
| imatge | Nom               | Ubicat a            | instància de | Detalls | coordenades                                                         | Protecció | Commons (més fotos) | Dades a WD                    |
| ------ | ----------------- | ------------------- | ------------ | ------- | ------------------------------------------------------------------- | --------- | ------------------- | ----------------------------- |
|        | Molí d'en Xiberta | Caldes de Malavella | molí d'aigua |         | 41° 49′ 06″ N, 2° 46′ 17″ E / 41.818409492508°N,2.77145832931465°E  |           |                     | Modifica les dades a Wikidata |
|        | Molí de la Selva  | Caldes de Malavella | molí d'aigua |         | 41° 48′ 03″ N, 2° 50′ 15″ E / 41.8007871862658°N,2.8374970995849°E  |           |                     | Modifica les dades a Wikidata |
|        | Molí del Pla      | Caldes de Malavella | molí d'aigua |         | 41° 53′ 03″ N, 2° 46′ 48″ E / 41.8840325484102°N,2.78008347121992°E |           |                     | Modifica les dades a Wikidata |

## muntanya
| imatge | Nom                  | Ubicat a                     | instància de | Detalls | coordenades                                                  | Protecció | Commons (més fotos) | Dades a WD                    |
| ------ | -------------------- | ---------------------------- | ------------ | ------- | ------------------------------------------------------------ | --------- | ------------------- | ----------------------------- |
|        | Puget de Can Noguera | Caldes de Malavella          | muntanya     |         | 41° 47′ 04″ N, 2° 51′ 32″ E / 41.7844°N,2.85888°E 266.5 msnm |           |                     | Modifica les dades a Wikidata |
|        | Puig Verd            | Caldes de Malavella          | muntanya     |         | 41° 47′ 23″ N, 2° 50′ 33″ E / 41.7897°N,2.8425°E 293.5 msnm  |           |                     | Modifica les dades a Wikidata |
|        | Puig de Basses       | Vidreres Caldes de Malavella | muntanya     |         | 41° 47′ 33″ N, 2° 50′ 05″ E / 41.7925°N,2.8348°E 288.4 msnm  |           |                     | Modifica les dades a Wikidata |
|        | Sant Maurici         | Caldes de Malavella          | muntanya     |         | 41° 49′ 00″ N, 2° 47′ 59″ E / 41.8167°N,2.79986°E 142.8 msnm |           |                     | Modifica les dades a Wikidata |
|        | Turó de la Miloca    | Caldes de Malavella          | muntanya     |         | 41° 51′ 26″ N, 2° 49′ 53″ E / 41.8572°N,2.83137°E 132.4 msnm |           |                     | Modifica les dades a Wikidata |

## pont
| imatge | Nom                | Ubicat a            | instància de | Detalls | coordenades                                                         | Protecció                                  | Commons (més fotos) | Dades a WD                    |
| ------ | ------------------ | ------------------- | ------------ | ------- | ------------------------------------------------------------------- | ------------------------------------------ | ------------------- | ----------------------------- |
|        | Pont de Mas Feliu  | Caldes de Malavella | pont         |         | 41° 50′ 58″ N, 2° 50′ 50″ E / 41.849474°N,2.847268°E                | bé integrant del patrimoni cultural català |                     | Modifica les dades a Wikidata |
|        | Pont de la Benaula | Caldes de Malavella | pont         |         | 41° 50′ 10″ N, 2° 50′ 02″ E / 41.8361792515347°N,2.83383057018746°E |                                            |                     | Modifica les dades a Wikidata |
|        | Pont del Ciclista  | Caldes de Malavella | pont         |         | 41° 46′ 33″ N, 2° 52′ 08″ E / 41.7758419079101°N,2.86890496401944°E |                                            |                     | Modifica les dades a Wikidata |

## termes romanes
| imatge | Nom                                   | Ubicat a            | instància de   | Detalls | coordenades                                                                       | Protecció                                            | Commons (més fotos)                          | Dades a WD                    |
| ------ | ------------------------------------- | ------------------- | -------------- | ------- | --------------------------------------------------------------------------------- | ---------------------------------------------------- | -------------------------------------------- | ----------------------------- |
|        | Banys Romans                          | Caldes de Malavella | termes romanes |         | 41° 50′ 18″ N, 2° 48′ 30″ E / 41.8382°N,2.80841°E ca:Carrer de les Termes Romanes | bé d'interès cultural bé cultural d'interès nacional | Ancient Roman thermae of Caldes de Malavella | Modifica les dades a Wikidata |
|        | Termes Romanes del Puig de les Ànimes | Caldes de Malavella | termes romanes |         | 41° 50′ 19″ N, 2° 48′ 19″ E / 41.8386201651705°N,2.80519487370934°E               | bé integrant del patrimoni cultural català           | Ancient Roman thermae of Caldes de Malavella | Modifica les dades a Wikidata |

## zona humida
| imatge | Nom                    | Ubicat a                                     | instància de                                              | Detalls                      | coordenades                                                  | Protecció | Commons (més fotos) | Dades a WD                    |
| ------ | ---------------------- | -------------------------------------------- | --------------------------------------------------------- | ---------------------------- | ------------------------------------------------------------ | --------- | ------------------- | ----------------------------- |
|        | Prats de Sant Sebastià | Caldes de Malavella                          | zona humida                                               |                              | 41° 49′ 49″ N, 2° 47′ 10″ E / 41.8303°N,2.7862°E             |           |                     | Modifica les dades a Wikidata |
|        | estany de Sils         | Sils Maçanet de la Selva Caldes de Malavella | zona humida àrea protegida Pla d'Espais d'Interès Natural | 1992 Superfície: 397.27161ha | 41° 48′ 08″ N, 2° 44′ 28″ E / 41.802124°N,2.741156°E 65 msnm |           | Estany de Sils      | Modifica les dades a Wikidata |

## Misc
| imatge | Nom                                         | Ubicat a                                    | instància de                        | Detalls                                    | coordenades | Protecció                                            | Commons (més fotos)                     | Dades a WD                    |
| ------ | ------------------------------------------- | ------------------------------------------- | ----------------------------------- | ------------------------------------------ | --- | ---------------------------------------------------- | --------------------------------------- | ----------------------------- |
|        | Biblioteca pública (antiga escola)          | Caldes de Malavella                         | edifici escolar                     | Estil: noucentisme                         | 41° 50′ 19″ N, 2° 48′ 35″ E / 41.838680267333984°N,2.809757947921753°E ca:Carrer de la Llibertat, 12                    |                                                      |                                         | Modifica les dades a Wikidata |
|        | Camp dels Ninots                            | Caldes de Malavella                         | jaciment paleontològic volcà extint |                                            | 41° 50′ 07″ N, 2° 47′ 54″ E / 41.835277777778°N,2.7983333333333°E 100 msnm                                              | bé cultural d'interès nacional                       | Camp dels Ninots (Caldes de Malavella)  | Modifica les dades a Wikidata |
|        | Carrer Major                                | Caldes de Malavella                         | conjunt urbà                        |                                            | 41° 50′ 17″ N, 2° 48′ 35″ E / 41.83796310424805°N,2.8098340034484863°E ca:Carrer Major                                  |                                                      |                                         | Modifica les dades a Wikidata |
|        | Castell de Caldes                           | Caldes de Malavella                         | castell                             |                                            | 41° 50′ 19″ N, 2° 48′ 30″ E / 41.8385°N,2.80834°E ca:Carrer de Sant Grau 97 msnm                                        | bé d'interès cultural bé cultural d'interès nacional | Castell de Caldes                       | Modifica les dades a Wikidata |
|        | Estació de Caldes de Malavella              | Caldes de Malavella                         | estació de ferrocarril              | Estil: arquitectura eclèctica              | 41° 50′ 28″ N, 2° 48′ 03″ E / 41.841166666666666°N,2.8007222222222223°E 94.5 msnm                                       | bé integrant del patrimoni cultural català           | Caldes de Malavella train station       | Modifica les dades a Wikidata |
|        | Granja Tres Estrelles                       | Caldes de Malavella                         | granja                              |                                            | 41° 51′ 00″ N, 2° 48′ 17″ E / 41.8499140934532°N,2.80476307948726°E                                                     |                                                      |                                         | Modifica les dades a Wikidata |
|        | Jònica. Homenatge al Noucentisme            | Caldes de Malavella                         | monument                            |                                            | 41° 50′ 22″ N, 2° 48′ 15″ E / 41.83943176269531°N,2.804205894470215°E ca:Jardins del Balneari Vichy Catalán             |                                                      |                                         | Modifica les dades a Wikidata |
|        | Llinda de pedra a l'antiga masia inexistent | Caldes de Malavella                         | llinda                              |                                            | 41° 50′ 20″ N, 2° 48′ 35″ E / 41.83896°N,2.80966°E                                                                      | bé cultural d'interès local                          |                                         | Modifica les dades a Wikidata |
|        | Muralla medieval                            | Caldes de Malavella                         | muralla urbana                      |                                            | 41° 50′ 21″ N, 2° 48′ 31″ E / 41.8391°N,2.80874°E ca:Ctra. de Llagostera - c. Vall-llobera, Caldes de Malavella 94 msnm | bé d'interès cultural bé cultural d'interès nacional | Muralla medieval (Caldes de Malavella)  | Modifica les dades a Wikidata |
|        | Onyar                                       | província de Girona Comarques gironines     | curs d'aigua                        | Desemboca: Ter Llarg: 34km Conca: 340.9km² | 41° 58′ 14″ N, 2° 50′ 22″ E / 41.970555555556°N,2.8394444444444°E                                                       |                                                      | Onyar                                   | Modifica les dades a Wikidata |
|        | Pantà de Can Companyó                       | Caldes de Malavella                         | embassament cos d'aigua             |                                            | 41° 48′ 17″ N, 2° 51′ 35″ E / 41.80478192751495°N,2.859728336334229°E                                                   |                                                      |                                         | Modifica les dades a Wikidata |
|        | Parc de la Font de la Vaca                  | Caldes de Malavella                         | jardí públic                        | Estil: noucentisme                         | 41° 50′ 02″ N, 2° 48′ 28″ E / 41.83401107788086°N,2.8077919483184814°E ca:Passeig de la Granja 100 msnm                 |                                                      | Parc de la Font de la Vaca              | Modifica les dades a Wikidata |
|        | Pedrera d'en Gimferrer                      | Caldes de Malavella                         | pedrera                             |                                            | 41° 49′ 25″ N, 2° 46′ 14″ E / 41.82350548766°N,2.77048893029937°E                                                       |                                                      |                                         | Modifica les dades a Wikidata |
|        | Pou de glaç de n'Oller                      | Caldes de Malavella                         | pou de neu                          | Estil: arquitectura popular                | 41° 50′ 04″ N, 2° 48′ 48″ E / 41.83452°N,2.81345°E                                                                      | bé integrant del patrimoni cultural català           |                                         | Modifica les dades a Wikidata |
|        | Puig de les Ànimes                          | Caldes de Malavella                         | jaciment arqueològic                |                                            | 41° 50′ 18″ N, 2° 48′ 22″ E / 41.838326°N,2.806131°E                                                                    | bé integrant del patrimoni cultural català           |                                         | Modifica les dades a Wikidata |
|        | Sant Maurici                                | Caldes de Malavella                         | vèrtex geodèsic                     | Alt: 1.2m                                  | 41° 49′ 00″ N, 2° 47′ 59″ E / 41.816784°N,2.79984°E 153.138 msnm                                                        |                                                      |                                         | Modifica les dades a Wikidata |
|        | antic ajuntament de Caldes de Malavella     | Caldes de Malavella                         | antic ajuntament                    |                                            | 41° 50′ 20″ N, 2° 48′ 35″ E / 41.83883°N,2.80971°E                                                                      | bé cultural d'interès local                          | Antic Ajuntament de Caldes de Malavella | Modifica les dades a Wikidata |
|        | casa consistorial de Caldes de Malavella    | Caldes de Malavella                         | casa consistorial                   |                                            | 41° 50′ 21″ N, 2° 48′ 33″ E / 41.83911577678764°N,2.8091516739908355°E                                                  |                                                      | Ajuntament de Caldes de Malavella       | Modifica les dades a Wikidata |
|        | collet de Terra Negra                       | Caldes de Malavella Llagostera Tossa de Mar | collada                             |                                            | 41° 46′ 23″ N, 2° 52′ 19″ E / 41.773°N,2.87188°E                                                                        |                                                      |                                         | Modifica les dades a Wikidata |